# گالش کلام
گالش کلام، منطقه ای از توابع شهر چاف و چمخاله می‌باشد که این شهر خود از توابع شهرستان لنگرود استان گیلان است. اين روستا داراي محصولات متنوع كشاورزي مي باشد كه شاخص‌ترين آن‌ها برنج، هندوانه، كرم ابريشم، لوبيا است.

## جمعیت
براساس سرشماری مرکز آمار ایران در سال ۱۳۸۵، جمعیت آن ۶۶۴ نفر (۲۱۲خانوار) بوده‌است.